# Onthophagus adspersus
Onthophagus adspersus é uma espécie de inseto do género Onthophagus da família Scarabaeidae da ordem Coleoptera.

## História
Foi descrita cientificamente pela primeira vez no ano 1908 por D'Orbigny.